# Giovanni Ziggiotto
Giovanni Ziggiotto (Salussola, 22 de julio de 1954 - Fiume, 29 de junio de 1977) fue un piloto de motociclismo italiano.

## Biografía
Nacido en Salussola pero residente en Ivrea, donde dirigió una tienda de motocicletas, Ziggiotto hizo su debut en carreras en 1974.
Al año siguiente, obtuvo sus primeros triunfos con la victoria en el Campeonato de Montaña Italiano y el Campeonato Junior de Italia, en ambos casos en la categoría de 50cc. Pasó a la categoría Senior en 1976, donde fue reconfirmado como Campeón de Montaña Italiano y fue séptimo en el Campeonato de Velocidad Italiano, ganando la carrera Misano Adriático, siempre en 50cc. En 1976, Ziggiotto también hizo su debut mundial, finalizando 13° en el GP de las Naciones de 50 cc.
En 1977, hizo su debut en 125 cc, gracias a la esponsorización de la fábrica de cajas Elit en Rescaldina. Con un Morbidelli ganó dos cuartos lugares en Alemania y España y un sexto lugar en Francia. En la víspera de Yugoslavia, ocupaba el quinto lugar en la clasificación del campeonato.
Ziggiotto se unió al Gran Premio yugoslavo de 1977, compitiendo en 125 y 250cc con una Harley-Davidson. Durante los entrenamientos de un cuarto de litro en el Circuito de Abbazia, no logró evitar al sueco Per-Edvard Carlsson, quien cayó poco antes. El centauro piamontés fue golpeado por otros pilotos. Trasladado al hospital de Fiume con fractura de la base del cráneo, la clavícula izquierda y el fémur derecho fracturado, Ziggiotto murió once días después al accidente, sin recuperar la conciencia, a causa de una pulmonía. La muerte de Ziggiotto, junto a la de Ulrich Graf, fue decisiva para el cierre del circuito de Quarnero.

## Resultados en el Campeonato del Mundo

### Carreras por año
Sistema de puntuación desde 1969 hasta 1987:
| Posición | 1.º | 2.º | 3.º | 4.º | 5.º | 6.º | 7.º | 8.º | 9.º | 10.º |
| Puntos   | 15  | 12  | 10  | 8   | 6   | 5   | 4   | 3   | 2   | 1    |

(Carreras en negrita indica pole position, carreras en cursiva indica vuelta rápida)
| Año  | Cat.  | Equipo     | 1     | 2     | 3      | 4       | 5       | 6       | 7     | 8     | 9     | 10    | 11    | 12    | 13    | 14 | 15 | Pts. | Pos. |
| ---- | ----- | ---------- | ----- | ----- | ------ | ------- | ------- | ------- | ----- | ----- | ----- | ----- | ----- | ----- | ----- | -- | -- | ---- | ---- |
| 1976 | 50cc  | MTK        | FRA - |       | NAT 13 | YUG -   |         | NED -   | BEL - | SWE - | FIN - |       | GER - | ESP - |       |    |    | 0    | -    |
| 1977 | 125cc | Morbidelli | VEN - | AUT - | GER 4  | NAT Ret | ESP 4   | FRA 6   | YUG - | NED - | BEL - | SWE - | FIN - |       | GBR - |    |    | 21   | 12.º |
| 1977 | 250cc | Yamaha     | VEN - |       | GER -  | NAT -   | ESP DNQ | FRA DNQ | YUG - | NED - | BEL - | SWE - | FIN - | CZE - | GBR - |    |    | 0    | -    |